# Jullien Ramírez
Jullien Amara Ramírez (Calgary, Canadá, 1998) es una futbolista profesional canadiense de origen chileno, y juega como delantero centro y como extremo derecho y actualmente forma parte del equipo femenino del club Borussia Pankow, de la tercera división del futbol femenino alemán.
Si bien puede ser internacional tanto por Canadá como por Chile, ha manifestado claramente su interés en jugar por la selección femenina de Chile, iniciando el proceso para obtener la nacionalidad chilena por ser hija de un nacional.

## Vida personal
Jullien nació en Alberta, Calgary, en el año 1998. Su padre es chileno y su madre es mexicana. Desde temprana edad tuvo interés por el fútbol, señalando que a los tres años comenzó a jugar.
Estudia la carrera de negocios internacionales y es hincha de Colo Colo.

## Carrera
Comenzó a jugar de manera profesional en 2015 en el Calgary Foothills WFC, de la segunda división femenina de los Estados Unidos. En 2017 recibió una beca para jugar en las Cougars (Pumas),  el equipo de la Universidad Mount Royal (Canadá).
En la temporada 2017/18 jugando por las Cougars disputó 14 partidos, anotando 9 goles. En la temporada 2018/19 disputó 14 partidos, anotando 11 goles. Esas estadísticas la llevaron a ser considerada como la atacante clave del equipo.
Debido a que la liga de futbol universitario femenino de Canadá fue suspendida por la Pandemia del Coronavirus de 2020, Ramírez se trasladó a Alemania, donde fue fichada por el Borussia Pankow de la tercera división de Alemania, donde fue titular. En 2021 fichó por el FC Viktoria 1889 Berlín.
En 2022 se unió al MFA Zalgiris de la primera división de Lituania.